# IC 1220
IC 1220 ist eine elliptische Galaxie vom Hubble-Typ E0 im Sternbild Herkules am Nordsternhimmel. Sie ist schätzungsweise 446 Millionen Lichtjahre von der Milchstraße entfernt und hat einen Durchmesser von etwa 130.000 Lichtjahren.
Das Objekt wurde am 21. Juli 1890 von Lewis Swift entdeckt.